# 노 투모로우
《노 투모로우》(영어: No Tomorrow)는 2016년부터 2017년까지 방영된 미국의 텔레비전 드라마이다. 지난 브라질의 드라마 《Como Aproveitar o Fim do Mundo》을 원작으로 한 작품이다.